# Famille de Reilhac
Pour les articles homonymes, voir Familles de Reilhac.
La famille de Reilhac, est une famille de la noblesse française, originaire de Reilhac (actuellement Champniers-et-Reilhac) en Dordogne.

## Historique
La famille trouve son origine à Reilhac, situé sur l'actuelle commune de Champniers-et-Reilhac, en Dordogne.
La filiation la plus ancienne remonte au XIIIe siècle où Pierre de Reilhac fut conseiller du roi Jean Le Bon. Il meurt après 1369, avec le titre de chanoine séculier de l'église de Chartres. 
Dans la branche aînée, son arrière petit-fils Jean de Reilhac (1430-1505), secrétaire général des Finances et ambassadeur des rois Charles VII, Louis XI et Charles VIII. En 1466, il épouse Marguerite de Chanteprime, dame de La Queue-en-Brie, et devient le seigneur, baron des terres de la Queue, Pontault, les Bordes et Bonneuil. Son arrière petit fils, Claude II, obtient le domaine du château des Hautes-Maisons de Montry. Le dernier descendant mâle fut le comte Albert de Reilhac décédé en 1923. Sa fille Marie, décédée en 1929, est la dernière descendante de la branche aînée établie à Montry.
La branche cadette (dénommé Reilhac-Brigueuil) se développe à partir de Clément, fils de Pierre II de Reilhac. Vers 1401, le roi lui attribue la seigneurie de Brigueuil, puis le titre de vicomte. Le dernier descendant fut François, décédé en 1581 sans postérité.

## Personnalités

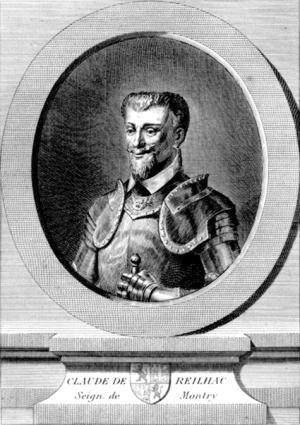
Gravure de Claude de Reilhac, seigneur de Montry (vers 1550).

- Pierre de Reilhac (??? - 1324), abbé de Saint-Pierre de Brantôme.
  - Pierre II de Reilhac (??? - 1369), conseiller de Jean II le Bon.
    - Pierre III (??? - 1402), conseiller de Charles VI en 1388
      - Guillaume de Reilhac (??? - v.1465), au service de Louis le Bon dauphin d'Auvergne
        - Jacques de Reilhac, conseiller au Parlement de Paris de 1458 à 1471
        - Jean de Reilhac (1430 - 1505), secrétaire de Charles VII, secrétaire général des Finances sous Louis XI[5].
          - Tristan de Reilhac, seigneur de Pontault.
          - 2 filles : Louise et Marie
          - Jean II, baron de la Queue en Brie, secrétaire général des Finances.
            - Claude, baron de Reilhac (1516 - 1559), maréchal des logis et page de l'Amiral de Brion.
              - Claude II (1553 - 1595), décédé lors des Guerres de la Ligue.
                - Henri (1579 - 1613)
                - Jean III, seigneur des Carreliers (1586 - 1665), participe à la guerre de Trente Ans.
                  - Gabriel (??? - 1684).
                    - Joseph (??? - 1706).
                      - 1 garçon
                      - Claude Augustin (1697 - 1787)
                        - François Claude (1738 - 1787)
                        - Augustin Philippe (1734 - 1810), participe à la bataille de Fontenoy, à la guerre de Sept Ans en tant que commandant dans le régiment du Dauphin et à l’élection du député noble du bailliage de Meaux lors des États généraux de 1789[6].
                          - Alphonse Emmanuel (1797 - 1813)
                          - Antoine, comte de Reilhac (1794 - 1875), garde du corps de Louis XVIII.
                            - Albert Alphonse, comte de Reilhac (1846 - 1923)
                              - Françoise (1874 - 1929)

    - Clément, vicomte de Brigueuil (??? - 1399)[7]
      - Pierre, vicomte de Brigueuil et de Montrollet (??? - 1424), décède à la bataille de Verneuil
      - Marguerite de Reilhac
        - Clément Le Fèvre dit de Reilhac (??? - 1472)
          - Pierre V de Reilhac, baron de Brigueil, vicomte de Mérinville (1455 - 1503), Grand échanson de France de Louis XI × Marguerite de Chabot[Laquelle ?]
            - Bertrand (1475 - 1522), vicomte de Mérinville, × Renée de Brillac, nièce de Christophe de Brillac.
              - Mgr Jean de Reilhac (14?? - 1530), évêque de Sarlat.
              - 3 garçons et 3 filles
              - François (1509 - 1570), vicomte de Mérinville et de Brigueil
                - Jean (15?? - 1567), décède à la bataille de Saint-Denis.
                - François II (15?? - 1581), vicomte de Brigueuil et baron de Montrollet et d'Ozillac
                - Françoise, dame de Mérinville, épouse en 1563 Eusèbe des Monstiers, seigneur du Fraisse et Rochelidou[8]
                - Jacquette, dame de Brigueuil, épouse en 1561 Louis de Crevant, seigneur de Cingé, Azay[9]...

## Armes et devise
- La Famille de Reilhac porte : Écartelé, aux 1 et 4 d'argent au lion de sable, aux 2 et 3 de gueules à l'aigle d'argent.[10]
- Alias, au XVIIe siècle : Écartelé, aux 1 et 4 de sable au lion d'argent, aux 2 et 3 de gueules à l'aigle d'or.[10]

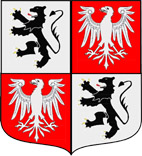

- Devise : « Nec aspera terrent »[10]